# Heeresfliegertruppe
Heeresfliegertruppe 
je označení pro jednotky vojskového letectva armády (Heer) Spolkové republiky Německo.

## Historie

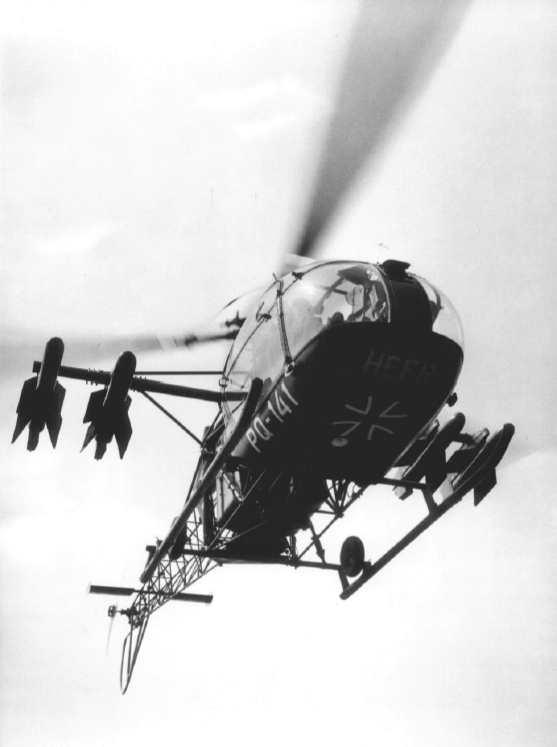
Německý armádní vrtulník Alouette II vyzbrojený řízenými protitankovými střelami Nord SS.11, 1960.

Heeresfliegertruppe byly v tehdejším Západním Německu založeny spolu s celým Bundeswehrem v roce 1955 v kontextu studené války. První rozsáhlou akcí tohoto druhu zbraně byla v únoru 1962 pomoc obětem rozsáhlých záplav v okolí Hamburku, které se zúčastnilo 71 vrtulníků Německé armády, za pomoci 25 vrtulníků Armády Spojených států amerických.

## Vybavení
Do vybavení německého vojskového letectva dříve patřily spojovací a užitkové letouny s krátkým vzletem a přistáním typů Dornier Do 27 a Do 28 Skyservant. 
Od doby vzniku bylo vybaveno i vrtulníky, typů Aérospatiale Alouette II a později Bell UH-1. Později došlo k zavedení typu MBB Bo 105, včetně jeho protitankové verze Bo 105P/PAH-I (Panzerabwehrhubschrauber I, protitankový vrtulník první generace), které byly později nahrazeny typem  Eurocopter Tiger, těžiště jehož původního určení bylo primárně v oblasti protitankového boje, a původně byl označen jako PAH-II. Jeho konfigurace a označení ale mezitím prošly několikerou změnou, od Unterstützungshubschrauber Tiger (UHT, podpůrný vrtulník Tiger) po nynější Kampfhubschrauber Tiger (KHT, bojový vrtulník Tiger).
V roce 2012 byl předpokládán nákup 80 strojů Tiger a 80 NHI NH90, ale v březnu 2013 byly objednávky sníženy na třetinu.
Jako těžké transportní byly armádním letectvem Německa dříve užívány i vrtulníky CH-53G/GS Stallion, které je ale v roce 2013 předalo Luftwaffe. Jako jejich náhrada pro 20. léta byl předpokládán projekt společností Eurocopter a Boeing označený HTH (Heavy Transport Helicopter, těžký transportní vrtulník) nebo FTH (Future Transport Helicopter, budoucí transportní vrtulník).
V současností má Německá armáda okolo 260 vrtulníků, z nichž většina je vyrobena v Německu, a ze 40 % se jedná o modely tamní konstrukce.

## Přehled letecké techniky

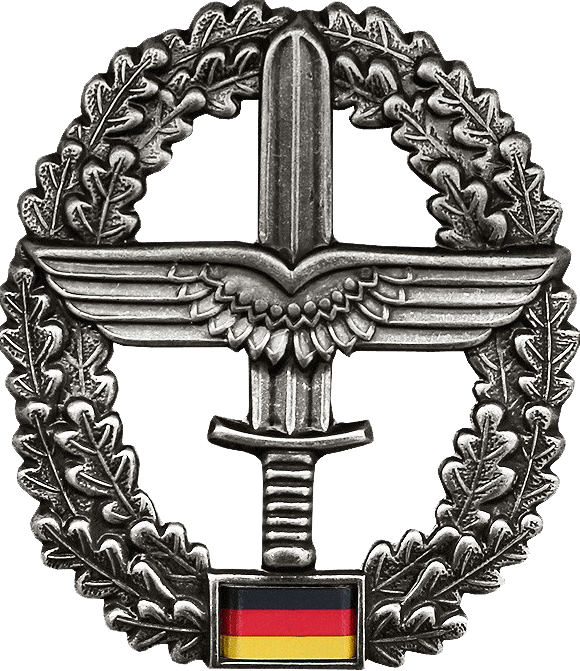
Baretový odznak příslušníků Heeresfliegertruppe

Tabulka obsahuje přehled letecké techniky německého armádního letectva podle Flightglobal.com.
| Název                    | Původ       | Určení                                   | Verze         | Ve službě | Poznámky                                                                                |           |
| Vrtulníky                | Vrtulníky   | Vrtulníky                                | Vrtulníky     | Vrtulníky | Vrtulníky                                                                               | Vrtulníky |
| ------------------------ | ----------- | ---------------------------------------- | ------------- | --------- | --------------------------------------------------------------------------------------- | --------- |
| Aérospatiale Alouette II | Francie     | užitkový vrtulník                        | SE313         | 1         |                                                                                         |           |
| Bell UH-1 Iroquois       | USA/Německo | víceúčelový/transportní vrtulník         | UH-1D         | 115       | Z licenční výroby společností Dornier.                                                  |           |
| Eurocopter EC 145        | EU          | ozbrojený užitkový vrtulník              | H145M         | 4         | Objednáno dalších 11 kusů. Typ je užíván pro transport jednotek Kommando Spezialkräfte. |           |
| Eurocopter Tiger         | EU          | bitevní vrtulník                         | Tiger UHT/KHT | 47        | Objednáno dalších 8.                                                                    |           |
| MBB Bo 105               | Německo     | spojovací a ozbrojený průzkumný vrtulník | Bo 105M/P     | 37        |                                                                                         |           |
| NHIndustries NH90        | EU          | transportní a víceúčelový vrtulník       | NH90 TTH      | 47        | Objednáno dalších 25 kusů.                                                              |           |
| Cvičná letadla           |             |                                          |               |           |                                                                                         |           |
| Eurocopter EC 135        | EU          | cvičný vrtulník                          | EC 135T1      | 14        |                                                                                         |           |

## Galerie

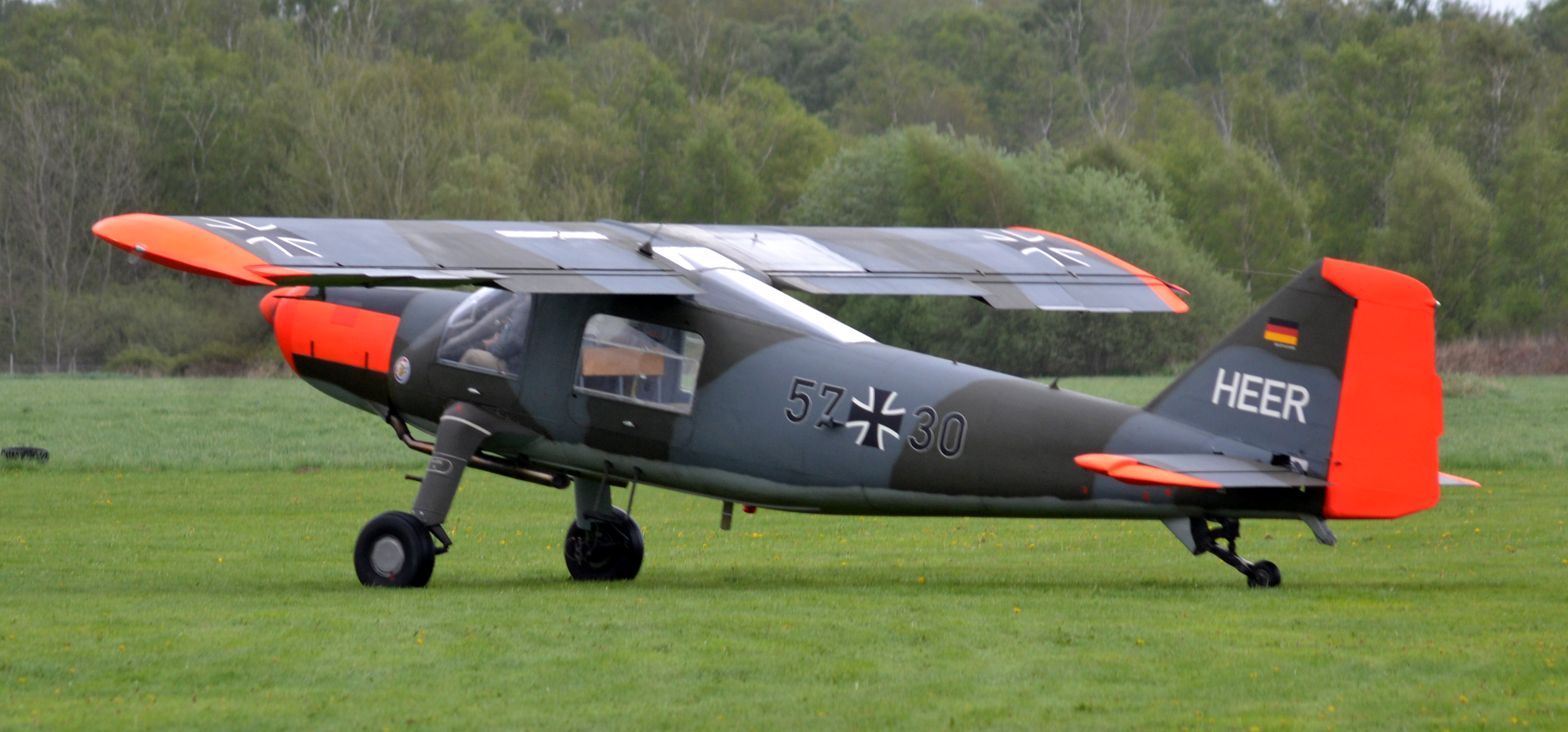
Dornier Do 27 ve zbarvení Heeresfliegertruppe
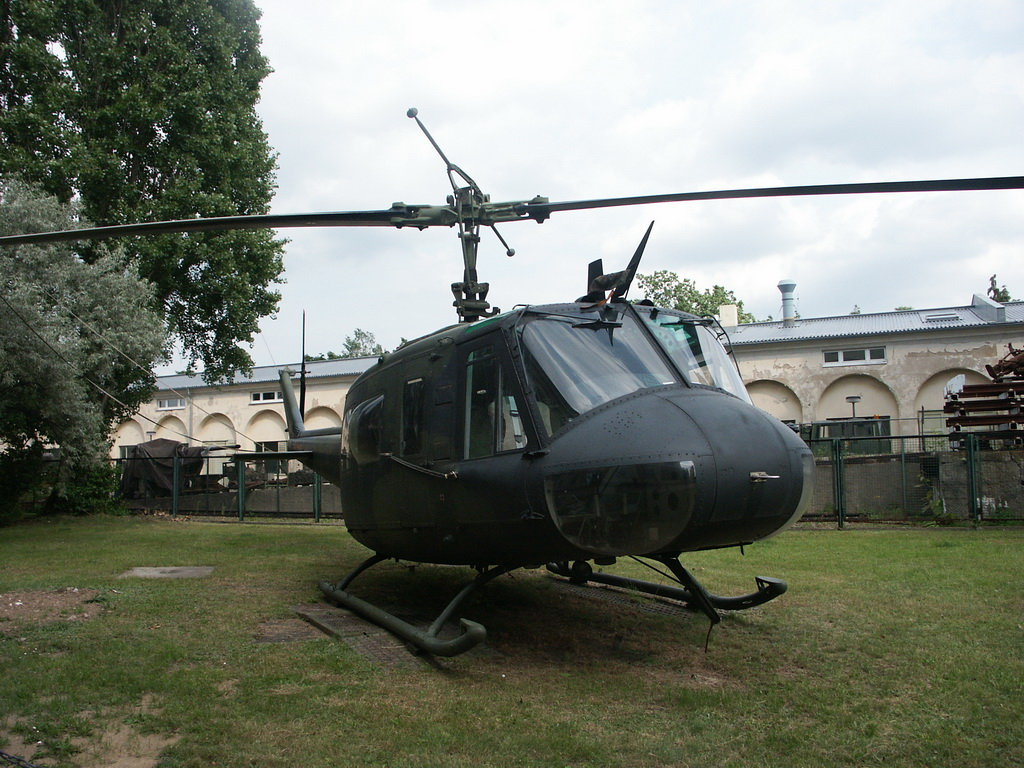
Bell UH-1D
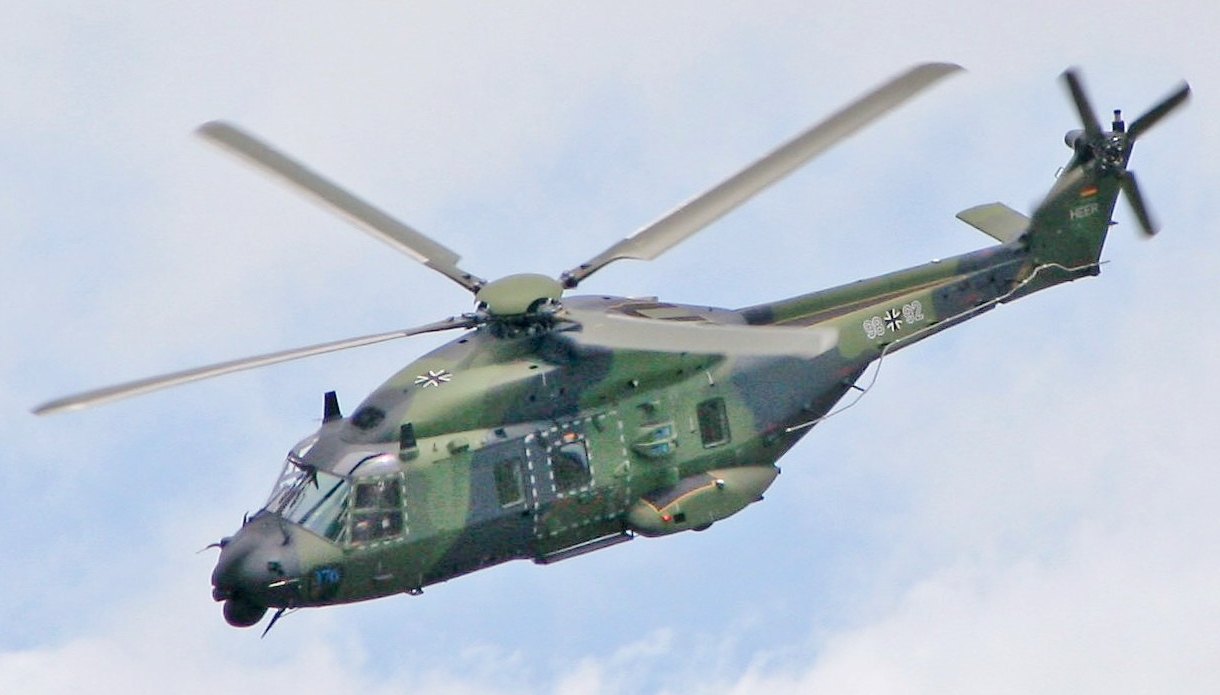
NH90 TTH
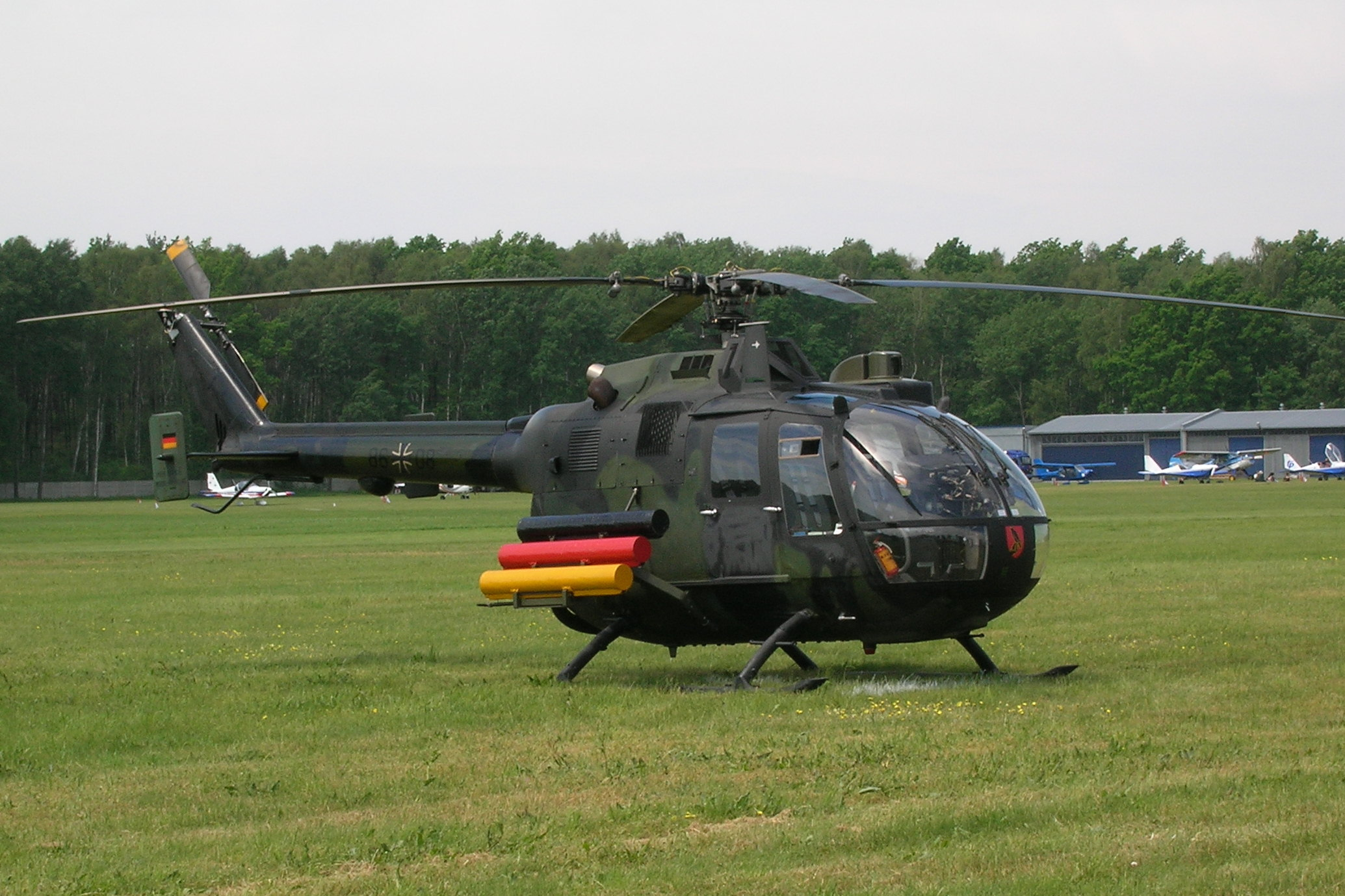
Bo 105P
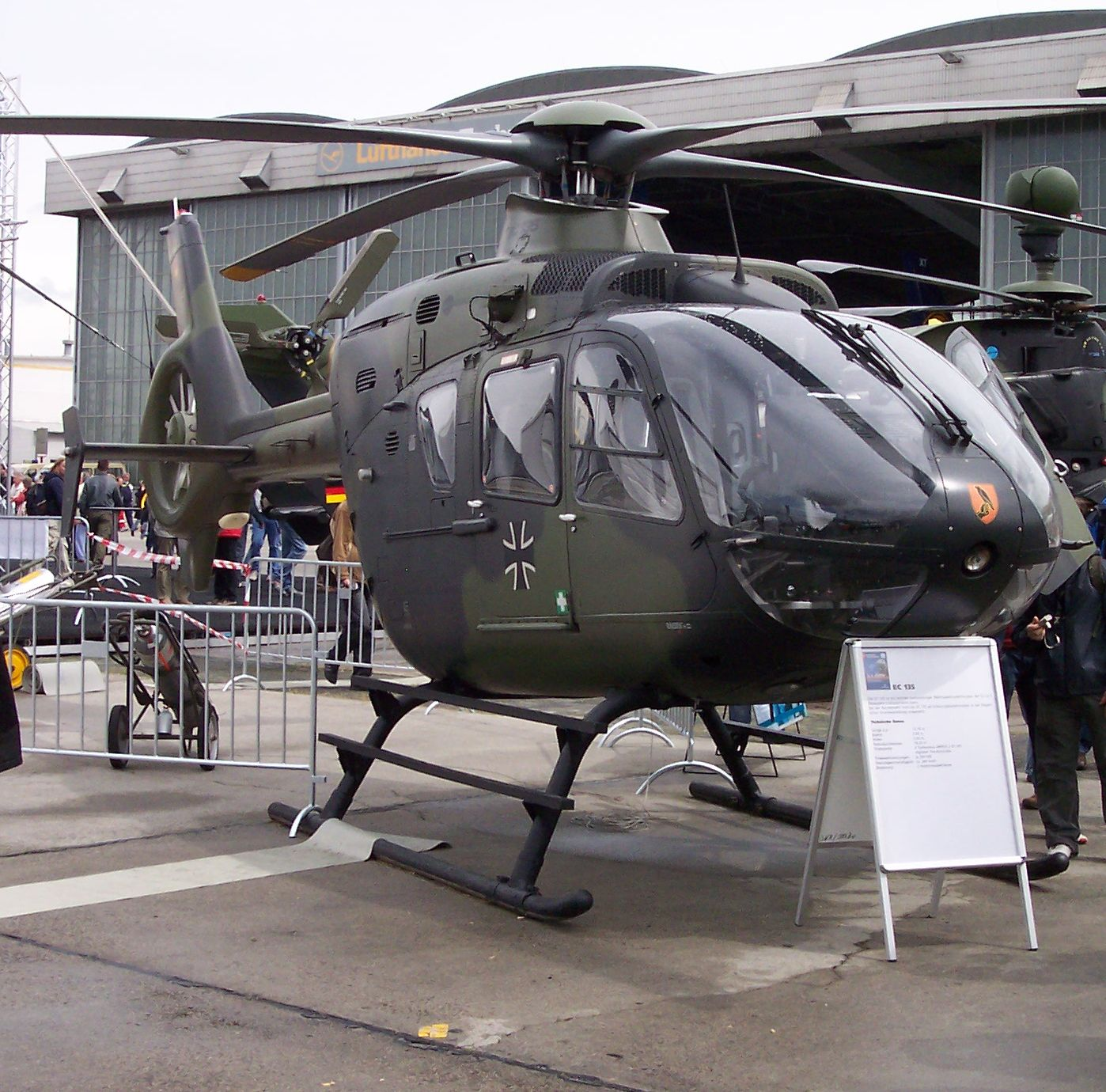
Eurocopter EC 135
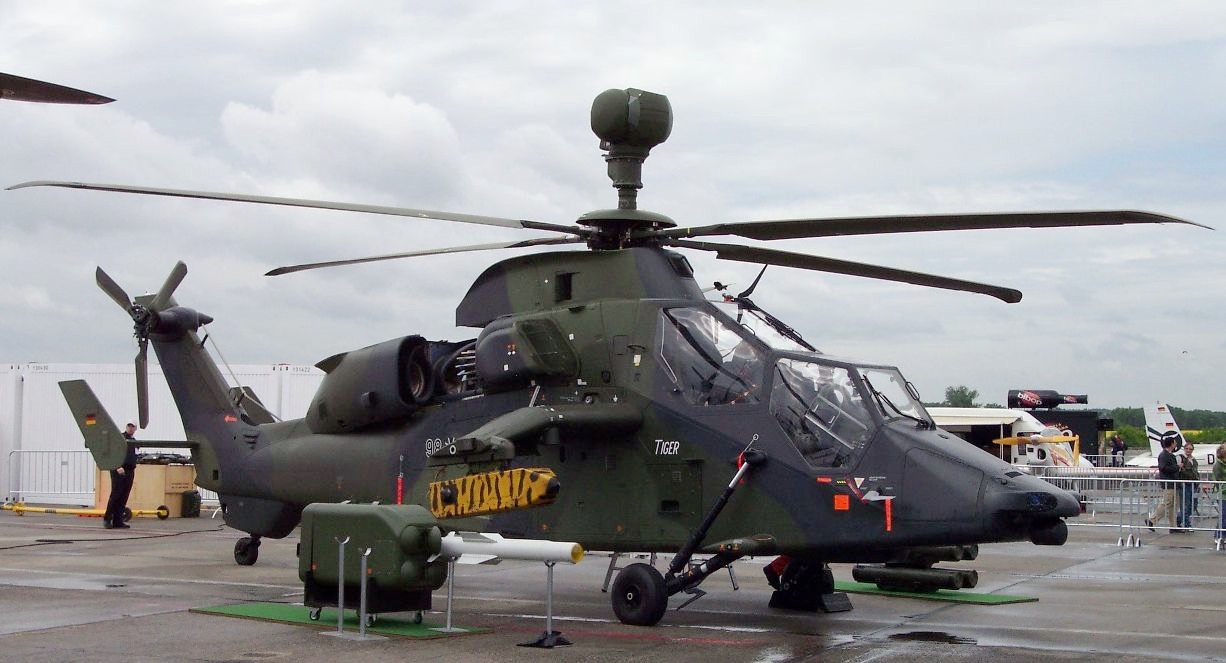
Tiger UHT
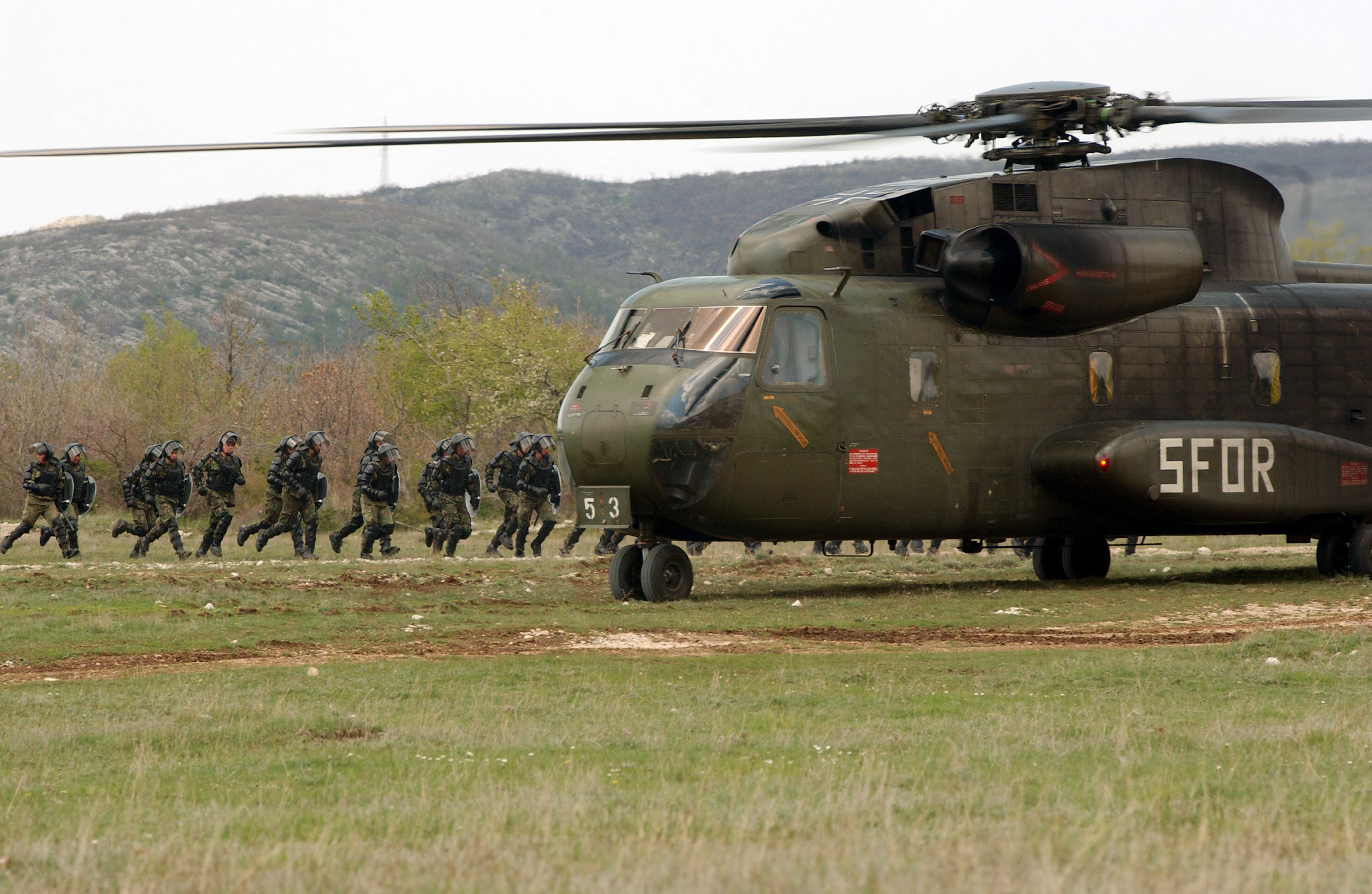
CH-53G, 2002